# Joseph-Émile-Stanislas-Émmanuel d'Anjou
Joseph-Émile-Stanislas-Emmanuel d'Anjou (31 mars 1884-19 novembre 1966) fut un agent d'assurance, courtier d'assurance et homme politique fédéral du Québec.

## Biographie
Né à Saint-Fabien-de-Rimouski dans la région du Bas-Saint-Laurent, M. d'Anjou étudia au Séminaire de Rimouski et à l'Université Laval. Il devint par la suite, secrétaire et président de l'Association des jeunes libéraux du Québec.
Élu député des Libéraux de Laurier dans la circonscription fédérale de Rimouski en 1917, il choisit cette bannière à celle de Libéral-unioniste en raison de ses convictions anti-conscription alors que le pays était en pleine Crise de la conscription de 1917. Réélu en tant que libéral en 1921, il démissionna en 1924 pour permettre à Eugène Fiset de faire son entrée en politique fédérale.
Quinze ans plus tard, Fiset démissionna de ses fonctions de député pour devenir Lieutenant-gouverneur du Québec, ce qui permit à d'Anjou de revenir en politique. Élu en 1940, il passa au Bloc populaire canadien en 1944 à la suite de son opposition à la conscription durant la Seconde Guerre mondiale. Peu avant la fin de son mandat, il quitta le Bloc populaire pour devenir indépendant et se rallier à des candidats anti-conscription ayant à sa tête Frédéric Dorion. Alors candidat indépendant, il fut défait à deux reprises par le libéral Gleason Belzile en 1945 et en 1949.